# ليك نيباغمون (ويسكونسن)
ليك نيباغمون (بالإنجليزية: Lake Nebagamon, Wisconsin)‏ هي قرية تقع في الولايات المتحدة في مقاطعة دوغلاس (ويسكونسن). يقدر عدد سكانها بـ 1,069 نسمة ومساحتها 37.14 كم2 وترتفع عن سطح البحر 351 متر.

## التركيبة السكانية
قام مكتب تعداد الولايات المتحدة بتحديد بيانات التركيبة السكانية لليك نيباغمون في تعداد الولايات المتحدة. في ما يلي، التركيبة السكانية حسب تعدادي 2000 و2010.

### تعداد عام 2000
بلغ عدد سكان ليك نيباغمون 1,015 نسمة بحسب تعداد عام 2000، وبلغ عدد الأسر 428 أسرة وعدد العائلات 294 عائلة مقيمة في القرية. في حين سجلت الكثافة السكانية 80.2 نسمة لكل ميل مربع (31.0/كم2). وبلغ عدد الوحدات السكنية 746 وحدة بمتوسط كثافة قدره 58.9 نسمة لكل ميل مربع (22.7/كم2).
وتوزع التركيب العرقي للقرية بنسبة 98.52% من البيض و 0.69% من الأمريكيين الأصليين و 0.10% من الأمريكيين ذوي الأصول الآسيوية و 0.20% من الأمريكيين الأفارقة و 0.20% من عرقين مختلطين أو أكثر.
بلغ عدد الأسر 428 أسرة كانت نسبة 29.9% منها لديها أطفال تحت سن الثامنة عشر تعيش معهم، وبلغت نسبة الأزواج القاطنين مع بعضهم البعض 59.3% من أصل المجموع الكلي للأسر، ونسبة 6.3% من الأسر كان لديها معيلات من الإناث دون وجود شريك، وكانت نسبة 31.1% من غير العائلات. تألفت نسبة 27.6% من أصل جميع الأسر من أفراد ونسبة 12.9% كانوا يعيش معهم شخص وحيد يبلغ من العمر 65 عاماً فما فوق. وبلغ متوسط حجم الأسرة المعيشية 2.85، أما متوسط حجم العائلات فبلغ 2.37.
بلغ العمر الوسطي للسكان 42 عاماً. وكانت نسبة 25.5% من القاطنين تحت سن الثامنة عشر، وكانت نسبة 4.0% بين الثامنة عشر والأربعة وعشرون عاماً، ونسبة 26.1% كانت واقعةً في الفئة العمرية ما بين الخامسة والعشرون حتى والأربعة وأربعون عاماً، ونسبة 29.5% كانت ما بين الخامسة والأربعون حتى الرابعة والستون، ونسبة 14.9% كانت ضمن فئة الخامسة والستون عاماً فما فوق. يوجد لكل 100 أنثى 103.8 ذكر، ويوجد لكل 100 أنثى في الثامنة عشر من عمرها فما فوق 104.3 ذكر.
بلغ متوسط دخل الأسرة في القرية 48,333 دولار، أما متوسط دخل العائلة فبلغ 59,792 دولار. وكان متوسط دخل الذكور 41,302 دولار مقابل 30,156 دولار للإناث. وسجل دخل الفرد الخاص بالقرية 23,665 دولار. وكانت نسبة 2.1% من العائلات ونسبة 5.1% من السكان تحت خط الفقر، وكان من هؤلاء نسبة 6.0% تحت سن الثامنة عشر ونسبة 4.2% في الخامسة والستين من العمر وما فوق.

### تعداد عام 2010
بلغ عدد سكان ليك نيباغمون 1,069 نسمة بحسب تعداد عام 2010، وبلغ عدد الأسر 446 أسرة وعدد العائلات 321 عائلة مقيمة في القرية. في حين سجلت الكثافة السكانية 84.8 نسمة لكل ميل مربع (32.7/كم2). وبلغ عدد الوحدات السكنية 775 وحدة بمتوسط كثافة قدره 61.5 لكل ميل مربع (23.7/كم2).
وتوزع التركيب العرقي للقرية بنسبة 95.9% من البيض و 0.3% من الأمريكيين الأصليين و 0.9% من الأمريكيين ذوي الأصول الآسيوية و 0.4% من الأمريكيين الأفارقة و 2.0% من عرقين مختلطين أو أكثر.
بلغ عدد الأسر 446 أسرة كانت نسبة 28.7% منها لديها أطفال تحت سن الثامنة عشر تعيش معهم، وبلغت نسبة الأزواج القاطنين مع بعضهم البعض 60.8% من أصل المجموع الكلي للأسر، ونسبة 5.6% من الأسر كان لديها معيلات من الإناث دون وجود شريك، بينما كانت نسبة 5.6% من الأسر لديها معيلون من الذكور دون وجود شريكة وكانت نسبة 28.0% من غير العائلات. وبلغ متوسط حجم الأسرة المعيشية 2.75، أما متوسط حجم العائلات فبلغ 2.40.
بلغ العمر الوسطي للسكان 47.5 عاماً. وكانت نسبة 22.2% من القاطنين تحت سن الثامنة عشر، وكانت نسبة 4.7% بين الثامنة عشر والأربعة وعشرون عاماً، ونسبة 19.4% كانت واقعةً في الفئة العمرية ما بين الخامسة والعشرون حتى والأربعة وأربعون عاماً، ونسبة 38.7% كانت ما بين الخامسة والأربعون حتى الرابعة والستون، ونسبة 14.9% كانت ضمن فئة الخامسة والستون عاماً فما فوق. وتوزع التركيب الجنسي للسكان بنسبة 52.5% ذكور و47.5% إناث.